# Thayer David
Thayer David, pseudonimo di David Thayer Hersey (Medford, 4 marzo 1927 – New York, 17 luglio 1978), è stato un attore statunitense.

## Biografia
Nato in un piccolo centro del Massachusetts, David Thayer dovette combattere ed affrontare la profonda avversione che la sua famiglia provava per la recitazione. Questo sentimento era radicato a tal punto che, dopo che Thayer ebbe lasciato Harvard per dedicarsi al teatro, i familiari gli chiesero di modificare in qualche modo il nome perché non fosse ricollegabile direttamente a loro. Per accontentarli, Thayer decise di elidere il proprio secondo cognome, Hersey, e di scambiare il proprio nome con il cognome.
La sua fisionomia, con sopracciglia sporgenti e labbra prominenti, non gli avrebbe facilmente permesso di farsi strada come attore di primo piano, cosicché egli si specializzò in ruoli di caratterista, restando in questo registro per tutta la sua carriera. Negli anni cinquanta lavorò a Broadway e, sul finire del decennio, con l'avvento della televisione si avvicinò al piccolo schermo. Partecipò anche ad alcuni film come Faccia d'angelo (1957), Tempo di vivere (1958), e Viaggio al centro della Terra (1959), rivestendo spesso, come nell'ultimo caso, il ruolo del cattivo.
Negli anni sessanta e settanta lavorò molto anche sul piccolo schermo, prendendo parte a serial televisivi come Charlie's Angels, Colombo, Ellery Queen e Starsky & Hutch, e recitando in vari film per la televisione.
Nel 1969 sposò l'attrice di origine inglese Valerie French, dalla quale divorziò nel 1975.
Nel 1978 Thayer David girò l'episodio pilota di una serie televisiva dedicata al detective Nero Wolfe, in cui avrebbe dovuto interpretare il famoso investigatore, ma morì subito dopo, all'età di 51 anni, per un attacco di cuore; dopo i funerali il corpo venne cremato.

## Filmografia

### Cinema
- Faccia d'angelo (Baby Face Nelson), regia di Don Siegel (1957)
- Tempo di vivere (A Time to Love and a Time to Die), regia di Douglas Sirk (1958)
- Larsen il lupo (Wolf Larsen), regia di Harmon Jones (1958)
- Viaggio al centro della Terra (Journey to the Center of the Earth) regia di Henry Levin (1959)
- La storia di Ruth (The Story of Ruth), regia di Henry Koster (1960)
- Piccolo grande uomo (Little Big Man), regia di Arthur Penn (1970)
- La casa dei vampiri (The House of Dark Shadows), regia di Dan Curtis (1970)
- La casa delle ombre maledette (Night of the Dark Shadows), regia di Dan Curtis (1971)
- Selvaggi (Savages), regia di James Ivory (1972)
- The Stoolie, regia di John G. Avildsen (1972)
- Salvate la tigre (Save the Tiger), regia di John G. Avildsen (1973)
- Happy Mother's Day, Love George, regia di Darren McGavin (1973)
- Assassinio sull'Eiger (The Eiger Sanction), regia di Clint Eastwood (1975)
- Pazzo pazzo West! (Hearts of the West), regia di Howard Zieff (1975)
- Rocky, regia di John G. Avildsen (1976)
- Una valigia piena di dollari (Peeper), regia di Peter Hyams (1976)
- La volpe e la duchessa (The Duchess and the Dirtwater Fox), regia di Melvin Frank (1976)
- L'Uomo Ragno (The Amazing Spider-Man), regia di E. W. Swackhamer (1977)
- Non rubare... se non è strettamente necessario (Fun with Dick and Jane), regia di Ted Kotcheff (1977)
- Visite a domicilio (House Calls), regia di Howard Zieff (1978)

### Televisione
- The DuPont Show of the Month – serie TV, episodio 3x02 (1959)
- Selvaggio west (The Wild Wild West) – serie TV, episodio 3x06 (1967)
- Ellery Queen – serie TV, episodio 1x01 (1975)
- Kojak – serie TV, episodio 3x06 (1975)
- Colombo (Columbo) – serie TV, episodio 5x05 (1976)
- Charlie's Angels – serie TV, episodio 1x05 (1976)

## Doppiatori italiani
Nelle versioni in italiano delle opere in cui ha recitato, Thayer David è stato doppiato da:
- Carlo Romano in Viaggio al centro della Terra, Il piccolo grande uomo
- Bruno Persa in Tempo di vivere
- Luigi Pavese in La storia di Ruth
- Gianni Musy in La casa dei vampiri
- Manlio De Angelis in Salvate la tigre
- Antonio Guidi in Assassinio sull'Eiger
- Sergio Fiorentini in Ellery Queen
- Mario Milita in Rocky
- Romano Ghini in Starsky & Hutch
- Adolfo Geri in Charlie's Angels
- Roberto Villa ne L'Uomo ragno